# Noordwijkerhout
Noordwijkerhout este o comună și o localitate în provincia Olanda de Sud, Țările de Jos. 

## Localități componente
Noordwijkerhout, De Zilk.